# Jesús Galeote Tormo
Jesús Galeote Tormo OFM (ur. 21 września 1951 w Madrycie) – hiszpański duchowny rzymskokatolicki posługujący w Boliwii, w latach 2018-2019 administrator apostolski Camiri, od 2019 wikariusz apostolski Camiri, franciszkanin.

## Życiorys
30 marca 2017 złożył franciszkańskie śluby zakonne. 29 stycznia 1975 został wyświęcony na diakona. Święcenia kapłańskie przyjął 5 września 1976. Po święceniach został duszpasterzem młodzieży i wikariuszem parafii zakonnej w Ávili. W 1986 wyjechał do Boliwii. W latach 1986–1993 kierował zakonnym szpitalem, a następnie był proboszczem parafii w Santa Cruz de la Sierra. W latach 2006–2015 był misjonarzem w Tajlandii, a przez kolejne dwa lata był gwardianem klasztoru w boliwijskiej Tariji.
2 września 2017 został mianowany administratorem apostolskim Camiri.
22 lutego 2019 papież wyznaczył go pełnoprawnym wikariuszem apostolskim. Sakry udzielił mu 22 maja 2019 nuncjusz apostolski w Boliwii - arcybiskup Angelo Accattino.